# Gymnostachyum pierrei
Gymnostachyum pierrei är en akantusväxtart som beskrevs av Raymond Benoist. Gymnostachyum pierrei ingår i släktet Gymnostachyum och familjen akantusväxter. Inga underarter finns listade i Catalogue of Life.